# Paavonsaari (ö i Norra Karelen)
Paavonsaari är en ö i Finland. Den ligger i sjön Kuusjärvi och i kommunen Outokumpu i den ekonomiska regionen  Joensuu ekonomiska region  och landskapet Norra Karelen, i den sydöstra delen av landet, 300 km nordost om huvudstaden Helsingfors. Öns area är 2,3 hektar och dess största längd är 200 meter i öst-västlig riktning.